# Alessandro Florenzi
Alessandro Florenzi (11. březen 1991 Řím, Itálie) je italský fotbalový obránce, který hraje za italský klub AC Milán a za italský národní tým.

## Přestupy
- z Řím do Crotone za 250 000 Euro
- z Crotone do Řím za 1 250 000 Euro (za spoluvlastnictví)
- z Řím do PSG za 500 000 Euro (hostování)
- z Řím do Milán za 1 870 000 Euro (hostování)
- z Řím do Milán za 2 700 000 Euro

## Kariéra

### Klubová
Florenzi je odchovancem AS Řím, ve kterém debutoval v roce 2011, ale sezónu 2011/12 strávil na hostování v Crotone. Po návratu odehrál v dresu AS Řím přes 200 ligových zápasů a v roce 2019, po odchodu Daniele De Rossiho, se Florenzi stal novým kapitánem klubu. Později zamířil na hostování do španělské Valencie a do francouzského Paris Saint-Germain, se kterým v sezóně 2020/21 vyhrál Trophée des champions a Coupe de France.
Od sezony 2021/22 je hráčem Milána se kterým získal svůj první titul v lize.

### Reprezentační
Na reprezentační úrovni byl členem italského národního týmu do 21 let, který skončil na druhém místě na Mistrovství Evropy do 21 let 2013, a také reprezentoval Itálii na závěrečných turnajích Euro 2016 a Euro 2020.
V červnu 2021 byl manažerem Robertem Mancinim nominován na závěrečný turnaj Mistrovství Evropy 2020. 11. července Itálie vyhrála turnaj po vyhraném penaltovém rozstřelu proti Anglií po remíze 1:1 v prodloužení na stadionu ve Wembley; během finále vystřídal Emersona Palmieriho druhé polovině prodloužení.

## Statistika

### Klubová
| Sezóna          | Klub            | Liga             | Liga   | Liga | Ligové poháry | Ligové poháry | Ligové poháry | Kontinentální poháry | Kontinentální poháry | Kontinentální poháry | Celkem | Celkem |
| Sezóna          | Klub            | Soutěž           | Zápasy | Góly | Soutěž        | Zápasy        | Góly          | Soutěž               | Zápasy               | Góly                 | Zápasy | Góly   |
| --------------- | --------------- | ---------------- | ------ | ---- | ------------- | ------------- | ------------- | -------------------- | -------------------- | -------------------- | ------ | ------ |
| 2010/11         | Řím             | Serie A          | 1      | 0    | IP            | 0             | 0             | LM                   | 0                    | 0                    | 1      | 0      |
| 2011/12         | Crotone         | Serie B          | 35     | 11   | IP            | 2             | 0             | -                    | 0                    | 0                    | 37     | 11     |
| 2012/13         | Řím             | Serie A          | 36     | 3    | IP            | 3             | 1             | -                    | 0                    | 0                    | 39     | 4      |
| 2013/14         | Řím             | Serie A          | 37     | 6    | IP            | 4             | 0             | -                    | 0                    | 0                    | 41     | 6      |
| 2014/15         | Řím             | Serie A          | 35     | 5    | IP            | 1             | 0             | LM+EL                | 6+3                  | 0                    | 45     | 5      |
| 2015/16         | Řím             | Serie A          | 33     | 7    | IP            | 1             | 0             | LM                   | 8                    | 1                    | 42     | 8      |
| 2016/17         | Řím             | Serie A          | 9      | 0    | IP            | 0             | 0             | LM+EL                | 1+3                  | 0+1                  | 13     | 1      |
| 2017/18         | Řím             | Serie A          | 32     | 1    | IP            | 0             | 0             | LM                   | 10                   | 0                    | 42     | 1      |
| 2018/19         | Řím             | Serie A          | 29     | 3    | IP            | 1             | 0             | LM                   | 8                    | 0                    | 38     | 3      |
| 2019/20         | Řím             | Serie A          | 14     | 0    | IP            | 2             | 0             | EL                   | 2                    | 0                    | 18     | 0      |
| Celkem za Řím   | Celkem za Řím   | Celkem za Řím    | 226    | 25   | -             | 12            | 1             | -                    | 41                   | 2                    | 279    | 28     |
| 2020            | Valencia        | Primera División | 12     | 0    | ŠP            | 1             | 0             | LM                   | 1                    | 0                    | 14     | 0      |
| 2020/21         | PSG             | Ligue 1          | 21     | 2    | FP+FS         | 4+1           | 0             | LM                   | 10                   | 0                    | 36     | 2      |
| 2021/22         | Milán           | Serie A          | 24     | 2    | IP            | 2             | 0             | LM                   | 4                    | 0                    | 30     | 2      |
| 2022/23         | Milán           | Serie A          | 6      | 0    | IP+IS         | 0+0           | 0+0           | LM                   | 0                    | 0                    | 6      | 0      |
| 2023/24         | Milán           | Serie A          | 31     | 1    | IP            | 1             | 0             | LM+EL                | 4+4                  | 0+0                  | 40     | 1      |
| 2024/25         | Milán           | Serie A          | 1      | 0    | IP+IS         | 0+0           | 0             | LM                   | 0                    | 0                    | 1      | 0      |
| Celkem za Milán | Celkem za Milán | Celkem za Milán  | 62     | 3    | -             | 3             | 0             | -                    | 12                   | 0                    | 78     | 3      |
| Celkově         | Celkově         | Celkově          | 356    | 41   | -             | 23            | 1             | -                    | 64                   | 2                    | 443    | 44     |

### Reprezentační

#### Statistika na velkých turnajích
| Reprezentace | Rok     | Zápasy               | Zápasy | Zápasy    | Zápasy           | Zápasy           | Zápasy            |
| Reprezentace | Rok     | Fáze turnaje         | Datum  | Soupeř    | Odehraných minut | Vstřelené branky | Výsledek          |
| ------------ | ------- | -------------------- | ------ | --------- | ---------------- | ---------------- | ----------------- |
| Itálie       | ME 2016 | 2 zápas ve skupině E | 17. 6. | Švédsko   | 85               | 0                | 1:0               |
| Itálie       | ME 2016 | 3 zápas ve skupině E | 22. 6. | Irsko     | 90               | 0                | 0:1               |
| Itálie       | ME 2016 | Osmifinále           | 27. 6. | Španělsko | 84               | 0                | 2:0               |
| Itálie       | ME 2016 | Čtvrtfinále          | 2. 7.  | Německo   | 86               | 0                | 1:1 (6:5 na pen.) |
| Itálie       | ME 2020 | 1 zápas ve skupině A | 11. 6. | Turecko   | 45               | 0                | 3:0               |
| Itálie       | ME 2020 | Finále               | 11. 7. | Anglie    | 2                | 0                | 0:0 (4:3 na pen.) |

### Reprezentační branky
| Gól | Datum        | Stadion                                       | Soupeř  | Skóre | Výsledek | Soutěž                 |
| --- | ------------ | --------------------------------------------- | ------- | ----- | -------- | ---------------------- |
| 010 | 15. 10. 2013 | Stadio Diego Armando Maradona, Neapol, Itálie | Arménie | 1:1   | 2:2      | Kvalifikace na MS 2014 |
| 02  | 13. 10. 2015 | Stadio Olimpico, Řím, Itálie                  | Norsko  | 1:1   | 2:1      | Kvalifikace na ME 2016 |

## Úspěchy

### Klubové

#### Národní
- vítěz italské ligy (1x)

Milán: 2021/22
- vítěz francouzského poháru (1x)

PSG: 2020/21
- vítěz francouzského superpoháru (1x)

PSG: 2020
- vítěz italského superpoháru (1x)

Milán: 2024

### Reprezentační
- 2× účast na ME (2016, 2020 – zlato)
- 1× účast na Finalissima (2022 - stříbro)
- 1× účast na ME U21 (2013)

### Vyznamenání
Řád zásluh o Italskou republiku (16. 7. 2020) z podnětu Prezidenta Itálie 